# Flora (Vorname)
Flora ist ein weiblicher Vorname. 

## Herkunft und Bedeutung
Der Name Flora wird vom lateinischen flos „Blume“ abgeleitet. Flora war die römische Göttin der Blumen und des Frühlings.
In Schottland wird er gelegentlich als anglisierte Variante von Fionnghuala genutzt.

## Verbreitung
Der Name Flora findet weltweit Verwendung. Besonders beliebt ist Flóra derzeit in Ungarn (Rang 24, Stand: 2019)
In Deutschland ist der Name zwar geläufig, zählte jedoch nie zu den beliebtesten Vornamen. Im Jahr 2021 belegte der Name Rang 197 der beliebtesten Vornamen.

## Varianten
- Englisch: Flower
  - Walisisch: Fflur
  - Diminutiv: Flo, Floretta, Florrie, Floella
- Französisch: Flore, Fleur
  - Diminutiv: Florette
- Griechisch: Φλώρα Phlōra, Flōra
- Italienisch: Fiore
- Niederländisch: Floor
  - Diminutiv: Floortje
- Portugiesisch: Flor, Florinda
- Spanisch: Flor, Florinda
- Ungarisch: Flóra

## Namenstage
Der Namenstag wird 29. Juli (nach Lucilla und Flora) und am 24. November (nach Flora von Córdoba) gefeiert.

## Bekannte Namensträgerinnen
- Flora Borsi (* 1993), ungarische Fotokünstlerin
- Flora Carabella (1926–1999), italienische Schauspielerin
- Flora von Córdoba († 851), christliche Märtyrin
- Flora Duffy (* 1987), Triathletin aus Bermuda
- Flora Fraser, 21. Lady Saltoun (1930–2024), Lady Saltoun und Mitglied im britischen House of Lords
- Flora Groult (1924–2001), französische Journalistin und Autorin
- Flora Hastings (1806–1839), britische Adlige und Hofdame der Victoria von Sachsen-Coburg-Saalfeld
- Flora Hyman (1954–1986), US-amerikanische Volleyballspielerin
- Flora Kerimova (* 1941), aserbaidschanische Sängerin und Volkskünstlerin
- Flora Klee-Palyi (1893–1961), deutsch-ungarische Holzschneiderin, Illustratorin, Übersetzerin und Herausgeberin französischer Dichtung
- Flora MacDonald (1722–1790), schottische Jakobitin
- Flora Isabel MacDonald (1926–2015), kanadische Politikerin
- Flora Montgomery (* 1974), britische Film- und Theaterschauspielerin
- Flora Nwapa (1931–1993), nigerianische Schriftstellerin
- Flora Ofelia Hofmann Lindahl (* 2005), dänische Schauspielerin und Sängerin
- Flora Petrik (* 1994), österreichische Politikerin
- Flora „Alejandra“ Pizarnik (1936–1972), argentinische Dichterin
- Flora Purim (* 1942), brasilianische Jazz-Sängerin
- Flora Robson (1902–1984), britische Schauspielerin
- Flora Rheta Schreiber (1918–1988), US-amerikanische Journalistin
- Flora Ruchat-Roncati (1937–2012), Schweizer Architektin
- Flora Springer (1909–1943), belgische Widerstandskämpferin, Opfer des Nationalsozialismus
- Flora Steiger-Crawford (1899–1991), Schweizer Architektin, Möbeldesignerin und Bildhauerin
- Flora Süssekind (* 1955), brasilianische Literaturwissenschaftlerin
- Flora Thompson (1876–1947), englische Dichterin
- Flora Tristan (1803–1844), französische Schriftstellerin, Sozialistin und Frauenrechtlerin
- Flora Veit-Wild (* 1947), Professorin an der Humboldt-Universität Berlin, Fachbereich Asien- und Afrikawissenschaf
- Flora Vezzani (1903–1985), italienische Schriftstellerin mit dem Pseudonym Orsola Nemi

### Zwischenname
- Anna Flora Barbara Croissant-Rust (1860–1943), deutsche Schriftstellerin
- Henriëtte Adriana Ludovica Flora Gräfin d’Oultremont de Wégimont (1792–1864), zweite Gemahlin des ersten niederländischen Königs Wilhelm I
- Jennifer Jones, eigentlich Phyllis Flora Isley (1919–2009), US-amerikanische Schauspielerin
- Maria Amalia Christina Franziska Xaveria Flora Walburga von Sachsen (1724–1760), königliche Prinzessin von Polen und kurfürstliche Prinzessin von Sachsen, sowie durch Heirat erst Königin von Neapel und Sizilien, dann Königin von Spanien
- Annemarie Flora Clementine Spitzner (1899–1934), deutsche Wohlfahrtspflegerin und Heilpädagogin

### Abwandlungen
- Floria Sigismondi (* 1965), italienische Fotografin und Regisseurin
- Florica Bucur (* 1959), rumänische Ruderin, 1981 Weltmeisterschaftsdritte im Achter
- Florica Lavric (1962–2014), rumänische Ruderin
- Florica Leonida (* 1987), rumänische Kunstturnerin
- Florica Musicescu (1887–1969), rumänische Pianistin und Musikpädagogin